# Julien Antomarchi
Julien Antomarchi (Marsella, 16 de maig de 1984) és un ciclista francès, professional des del 2011, en el si de l'equip Roubaix Lille Métropole.
El 2009 firmà com a aprenent per l'equip Skil-Shimano, però la cosa no prosperà i tornà al seu equip amateur de tota la vida, La Pomme Marseille. El 2011 firmà per aquest mateix equip el seu primer contracte professional.

## Palmarès
- 2006
  - 1r a la Gara Ciclistica Montappone
  - 1r a la Milà-Rapallo
  - Vencedor d'una etapa del Circuit de Saône-et-Loire
  - Vencedor d'una etapa del Tour de la Somme
- 2008
  - Vencedor d'una etapa dels Tres dies de Valclusa
  - Vencedor d'una etapa del Tour de Bretanya
- 2009
  - 1r al Gran Premi Souvenir Jean Masse
  - Vencedor d'una etapa del Circuit de Saône-et-Loire
  - Vencedor d'una etapa del Tour d'Alsàcia
- 2010
  - Vencedor d'una etapa de la Ronde de l'Oise
  - Vencedor d'una etapa de la Kreiz Breizh Elites
- 2011
  - Vencedor d'una etapa del Tour de l'Alt Var
- 2013
  - Vencedor d'una etapa del Mzansi Tour
- 2014
  - 1r al Tour de Hainan i vencedor de 2 etapes
- 2015
  - Vencedor d'una etapa del Tour d'Alsàcia
- 2018
  - 1r al Gran Premi de la vila de Nogent-sur-Oise
  - Vencedor d'una etapa al Tour de Bretanya